# Mydlovary (Křelovice)
Mydlovary jsou malá vesnice, část obce Křelovice v okrese Plzeň-sever v Plzeňském kraji. Nachází se asi čtyři kilometry jihozápadně od Křelovic. Mydlovary jsou také název katastrálního území o rozloze 4,95 km².

## Historie
První písemná zmínka o vesnici pochází z roku 1115.

## Obyvatelstvo
Při sčítání lidu v roce 1921 zde žilo 102 obyvatel (z toho 47 mužů) německé národnosti a římskokatolického vyznání. Podle sčítání lidu z roku 1930 měla vesnice 97 obyvatel se stejnou národnostní i náboženskou strukturou.
| Rok            | 1869 | 1880 | 1890 | 1900 | 1910 | 1921 | 1930 | 1950 | 1961 | 1970 | 1980 | 1991 | 2001 | 2011 | 2021 |
| -------------- | ---- | ---- | ---- | ---- | ---- | ---- | ---- | ---- | ---- | ---- | ---- | ---- | ---- | ---- | ---- |
| Počet obyvatel | 120  | 103  | 114  | 107  | 101  | 102  | 97   | 39   | 16   | 9    | 5    | 6    | 5    | 20   | 14   |
| Počet domů     | 18   | 18   | 18   | 18   | 17   | 17   | 17   | 25   | 25   | 2    | 2    | 1    | 13   | 12   | 12   |

## Obecní správa
Při sčítání lidu v letech 1869–1930 Mydlovary byly samostatnou obcí, se kterým patřily nejprve do okresu Teplá, ale v letech 1900–1930 v okrese Planá. V letech 1950–1962 byl osadou obce Pakoslav, se kterým patřily nejprve do okresu Plasy, ale později v okrese Plzeň-sever. Od 1. ledna 1963 do 31. prosince 1985 byly částí obce Křelovice v okrese Plzeň-sever. Od 1. ledna 1986 do 31. prosince 1991 byly částí obce Pernarec v okrese Plzeň-sever. Od 1. ledna 1992 jsou opět částí obce Křelovice v okrese Plzeň-sever.

## Další fotografie

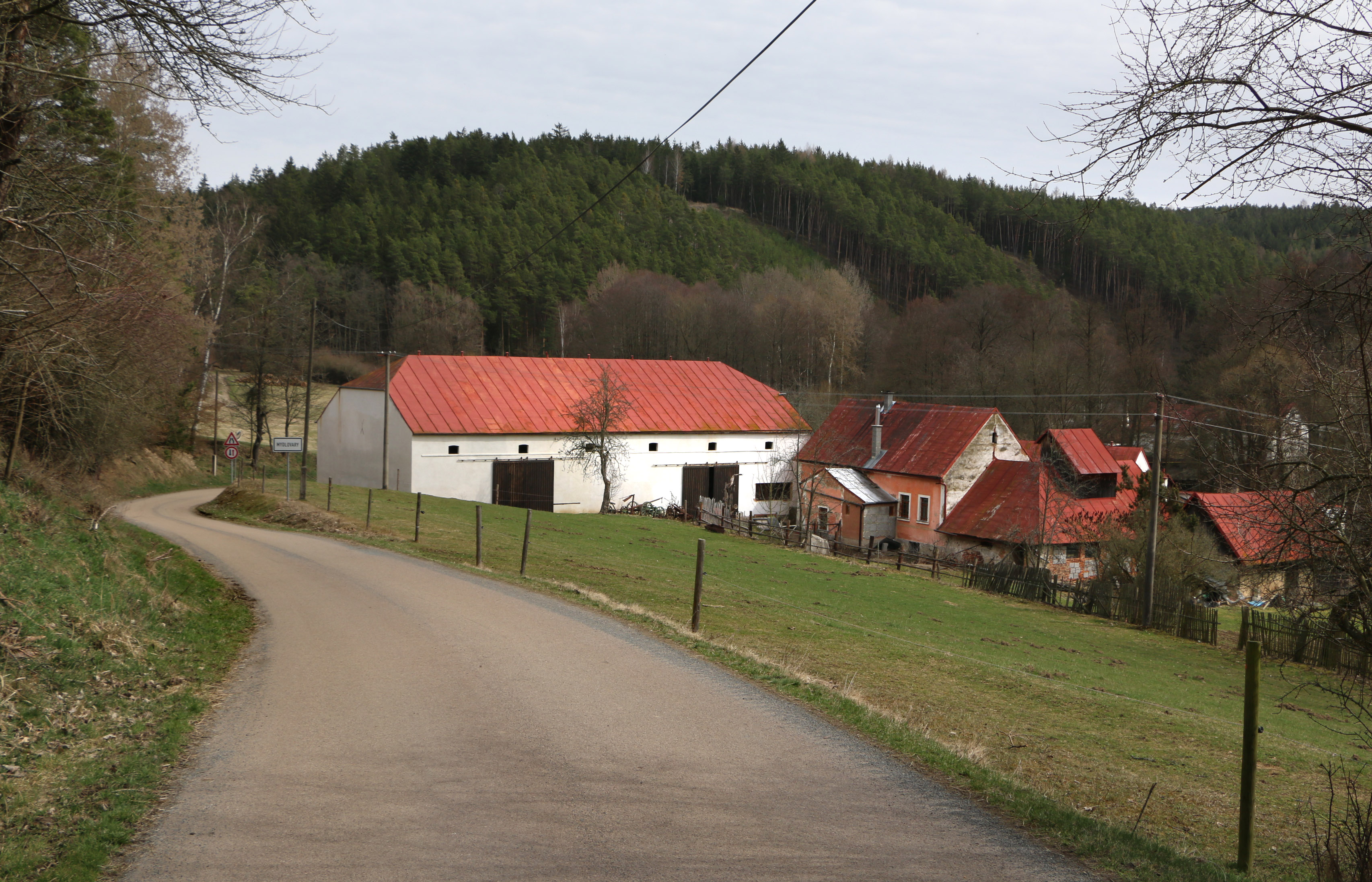
Příjezd do vesnice
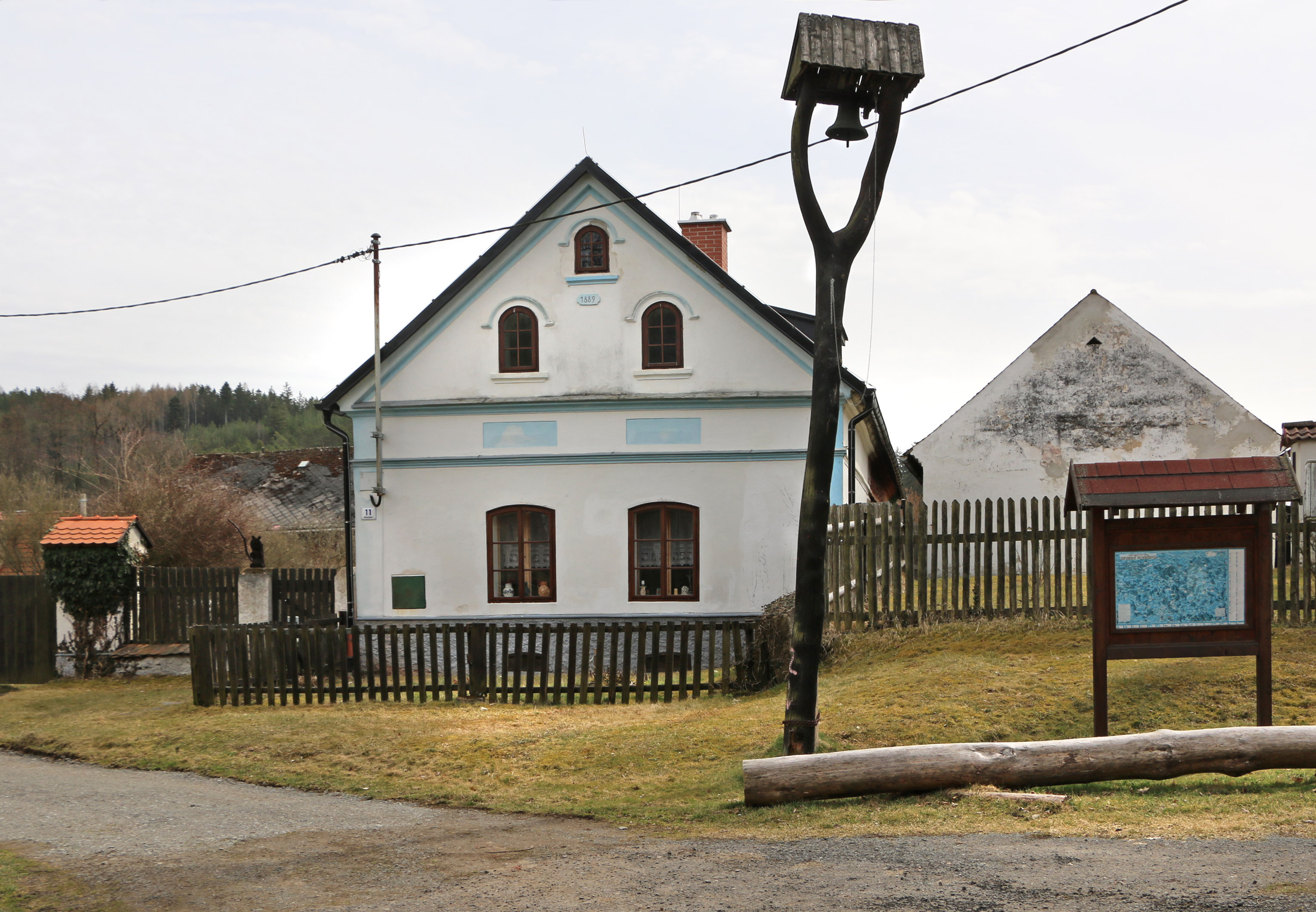
Dům čp. 11 se zvonicí
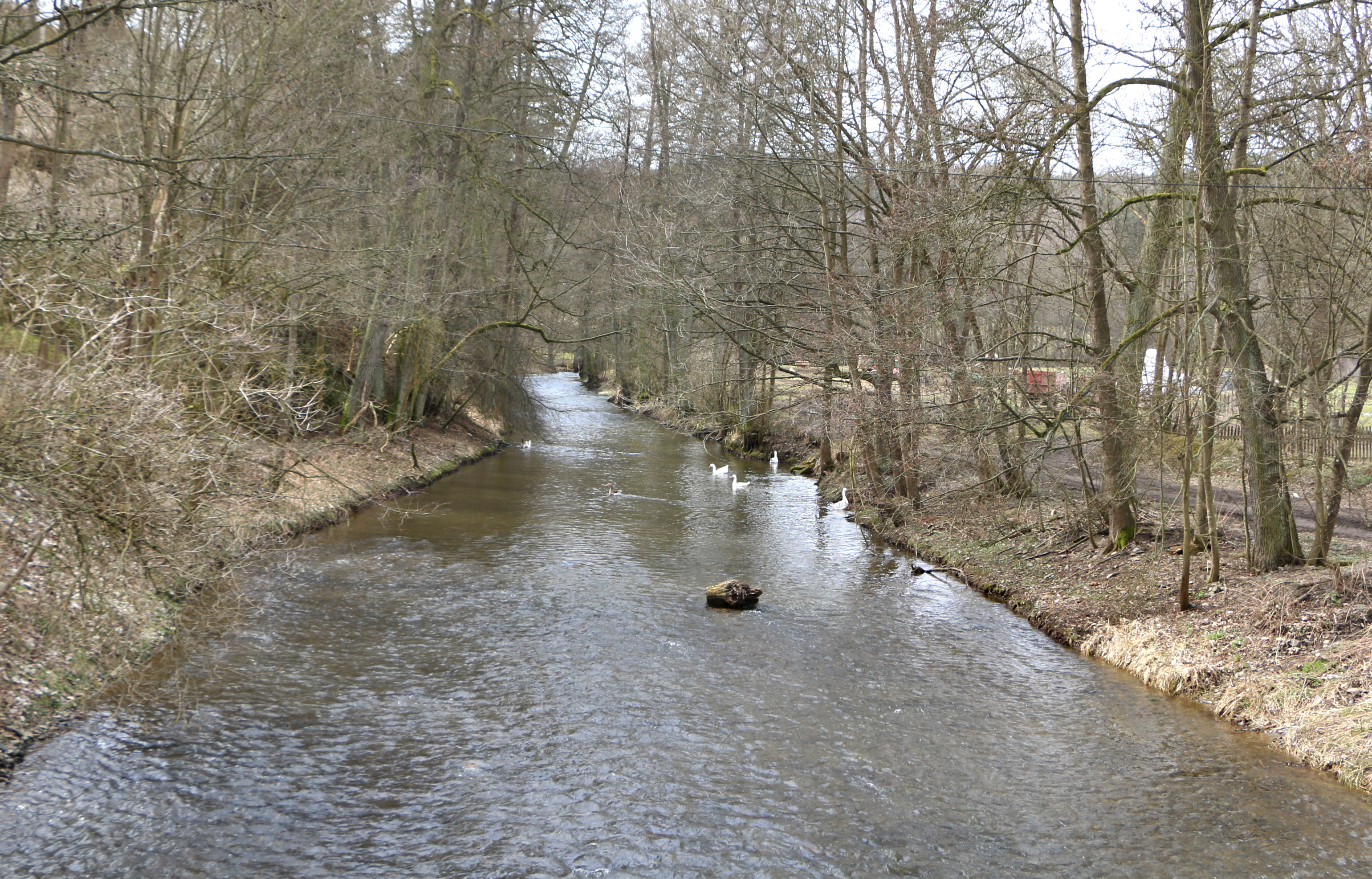
Úterský potok
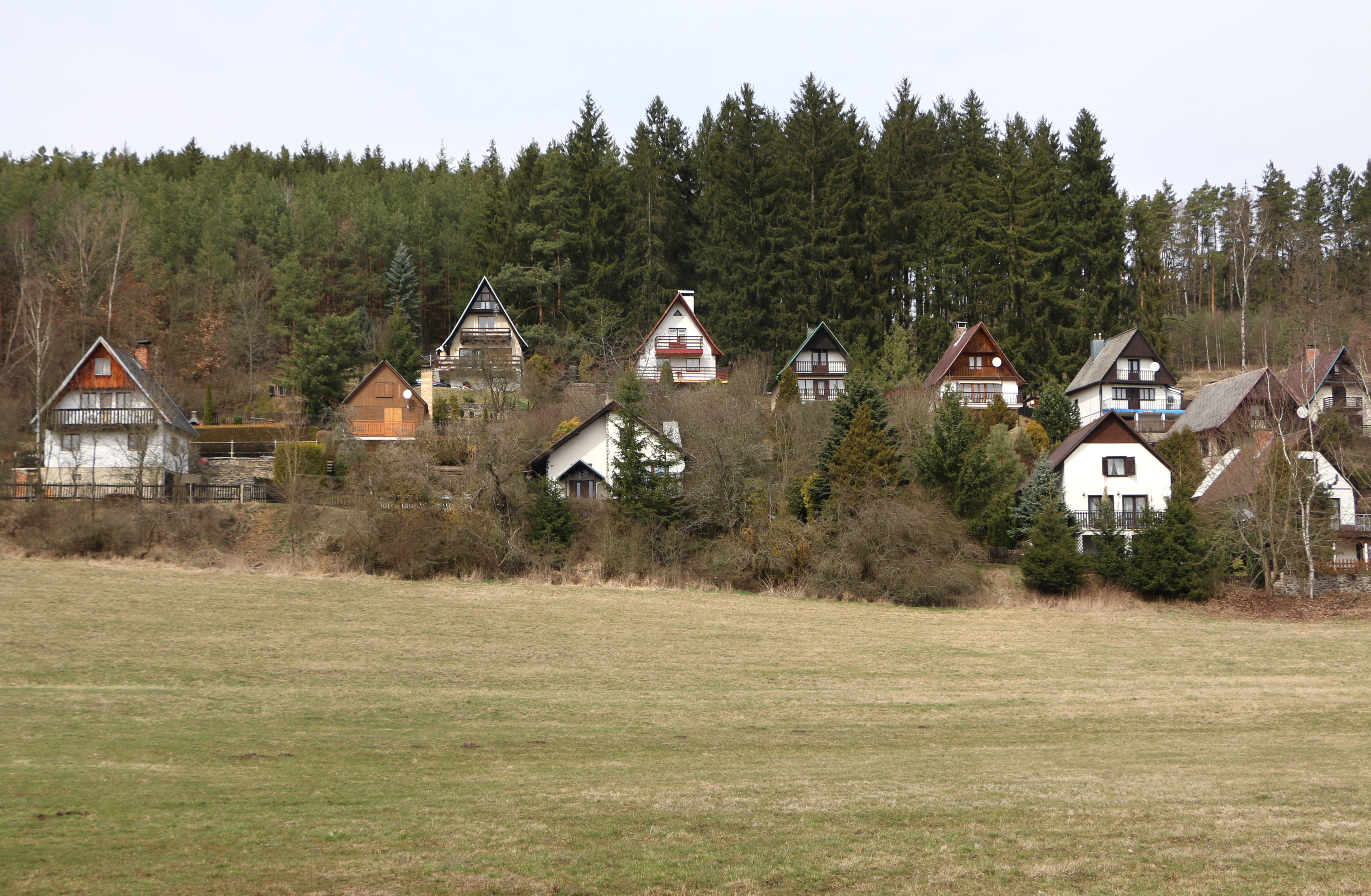
Chatová osada